# 在日マラウイ人
在日マラウイ人（ざいにちマラウイじん）は、日本に一定期間在住するマラウイ国籍の人々である。

## 統計
日本の法務省の在留外国人統計によると、2023年12月末時点で在日マラウイ人は175人である。
在留資格別（3位まで）
| 順位 | 在留資格                 | 人数 |
| ---- | ------------------------ | ---- |
| 1    | 留学                     | 79   |
| 2    | 家族滞在                 | 27   |
| 3    | 技術・人文知識・国際業務 | 22   |

都道府県別（2位まで）
| 順位 | 都道府県 | 人数 |
| ---- | -------- | ---- |
| 1    | 東京     | 31   |
| 2    | 広島     | 19   |
| 2    | 神奈川   | 14   |